# Калиев карбонат
Калиевият карбонат, наричан още поташ, е бяла сол, разтворима във вода и неразтворима в алкохол. Като сол на силна основа (калиева основа) и слаба киселина (въглеродна киселина) водните ѝ разтвори имат основен (алкален) характер. Реагира със силни киселини с отделяне на въглероден диоксид:
{\displaystyle \mathrm {K_{2}CO_{3}+2\ HNO_{3}\to 2\ KNO_{3}+H_{2}O+CO_{2}\uparrow } }
Калиевият карбонат може да се получи ако се остави калиева основа на въздуха:
{\displaystyle \mathrm {2KOH+CO_{2}\to K_{2}CO_{3}+H_{2}O} }
В древността е била добивана от растителна пепел, която има сравнително високо съдържание на калиев карбонат (50 – 80 %). За разлика от натриевия карбонат, калиевият карбонат не може да се получи по метода на Солвей, тъй като междинният продукт калиев хидрогенкарбонат е много добре разтворим във вода.
Може да се използва за получаването на други съединения на калия:
{\displaystyle \mathrm {K_{2}CO_{3}+Ca(OH)_{2}\to 2\ KOH+CaCO_{3}\downarrow } }
{\displaystyle \mathrm {K_{2}CO_{3}+2\ HCl\to 2\ KCl+H_{2}O+CO_{2}\uparrow } }
Използва се още при производството на течен (калиев) сапун и стъкло. В готварството се използва като хранителна добавка (Е501) подобно на натриевия бикарбонат. Приложение намира и като електролит (стопилка) в горивни елементи.